# Viroid
Viroider är en typ av små cirkulära RNA-molekyler. De har till skillnad från virus inget proteinbaserat yttre membran ("skal"). De består av ett hundratal nukleotider, och kodar inte för några proteiner.
Alla kända typer av viroider förekommer uteslutande hos gömfröiga växter (Magnoliopsida), och de flesta orsakar växtsjukdomar. De sprids från växt till växt med insekter. Viroiderna kan replikeras i växtceller med hjälp av speciella enzymer i cellerna. Man känner inte till den exakta mekanismen bakom processen, men det är påvisat att viroider kan störa växternas metabolism så mycket att plantorna dör.